# Montauban-sur-l'Ouvèze
Montauban-sur-l'Ouvèze é uma comuna francesa na região administrativa de Auvérnia-Ródano-Alpes, no departamento de Drôme. Estende-se por uma área de 32,29 km². Em 2010 a comuna tinha 121 habitantes (densidade: 3,7 hab./km²).